# دیمیان ۴۲۲۶
سیارک ۴۲۲۶ (به انگلیسی: 4226 Damiaan، نامگذاری:1989RE) چهار هزار و دویست و بیست و ششمین سیارک کشف شده‌است که در ۱ سپتامبر ۱۹۸۹ کشف شد.
قدر مطلق سیارک برابر ۱۱٫۳۰ است.